# 멜리토디포르토살보
멜리토 디 포르토 살보는 레조칼라브리아현의 코무네이며 카탄차로로부터 남서쪽으로 130 km에 위치해있고 주도인 레조칼라브리아로부터는 남동쪽으로 25 km 거리에 위치하고 있다.